# Samuele Gabai

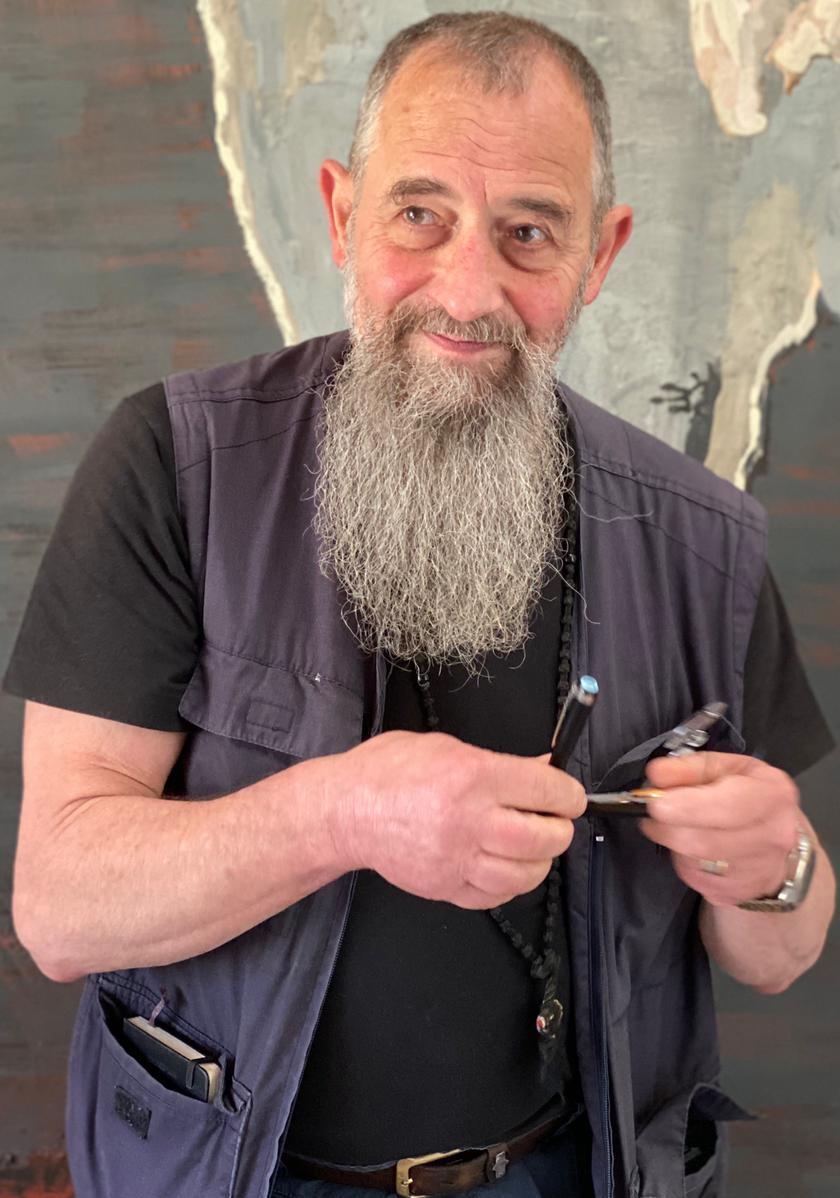
Samuele Gabai (2020)

Samuele Gabai (* 15. Februar 1949 in Ligornetto) ist ein Schweizer Maler, Kupferstecher und Illustrator. Sein Werk umfasst Malerei, Zeichnungen, Radierungen, Illustrationen, Grafik, Collagen, Mosaike und Wandmalerei.

## Leben und Werk
Samuele Gabai lebte ab 1969 in Mailand und studierte bis zu seinem Diplom vier Jahre an der Accademia di Belle Arti di Brera. Zudem belegte er Mosaik- und Freskenkurse in der Kunstschule des Castello Sforzesco.
Anschliessend kehrte er nach Ligornetto zurück und liess sich in Campora in Muggiotal nieder. Seine informelle Kunst stellte er in zahlreichen Einzel- und Gruppenausstellungen in er Lombardei und in der Schweiz aus. 1982, 1983 und 1984 erhielt er ein Eidgenössisches Kunststipendium. Von 1985 bis 1987 hielt sich Gabai am Istituto Svizzero di Roma in Rom auf. Anschliessend bezog er ein Atelier in Chiasso, später in Vacallo.
Gabai schuf ausgehend von der Stabat mater chalkographische Werke, in denen er seine Kupferstiche, Radierungen und Aquatintas mit unveröffentlichten Texten von Dichtern, Philosophen und Schriftstellern wie Dieter Schlesak, Silvana Lattmann, Mario Luzi, Giovanni Testori, Leopoldo Lonati und Gilberto Isella verband.
Gabais Werke befinden sich in wichtigen öffentlichen und privaten Sammlungen.